# 比伊克里克 (北卡羅萊納州)
比伊克里克（英語：Buies Creek）是位於美國北卡羅萊納州哈尼特縣的普查規定居民點。

## 人口
根據2020年美國人口普查的數據，比伊克里克的面積為7.99平方千米，當中陸地面積為7.84平方千米，而水域面積為0.15平方千米。當地共有人口3253人，而人口密度為每平方千米407.13人。